# Combat de Soor
Ne pas confondre avec la Bataille de Soor (1745)
Guerre austro-prussienne
Batailles
- front austro-prussien

- Hühnerwasser
- Podol
- Trautenau
- Nachod
- Langensalza
- Oswiecim
- Münchengrätz
- Soor
- Skalitz
- Gitschin
- Königinhof
- Schweinschædel
- Sadowa (Königgrätz)
- Dermbach
- Kissingen
- Aschaffenbourg
- Hundheim
- Blumenau
- Tauberbischofsheim
- Werbach
- Helmstadt/Uettingen
- Gerchsheim
- Uettingen/Roßbrunn/Hettstadt

- front austro-italien

- Custoza
- Val Vestino
- Cimego
- Pieve di Ledro
- Monte Nota
- Monte Suello
- Lissa
- Bezzecca
- Primolano
- Borgo
- Cimego
- Levico
- Versa

Le combat de Soor ou de Burkersdorf est livré le 28 juin 1866 pendant la guerre austro-prussienne de 1866. Les troupes autrichiennes sous les ordres du général Gablenz, qui ont subi de très importantes pertes la veille lors de la bataille de Trautenau, sont battues par le 1er régiment à pied de la Garde commandée par le prince Auguste de Wurtemberg.

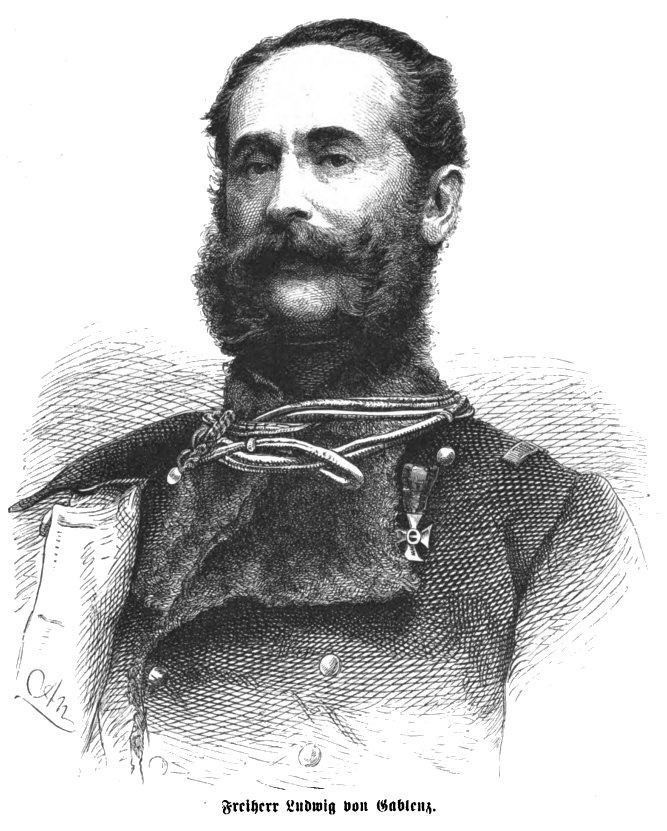
Ludwig von Gablenz

Après sa sanglante victoire contre le Ier cops d'armée prussien, le généralissime autrichien Gablenz donna l'ordre au Xe corps d'armée, exsangue, de se replier à Soor, et demanda des renforts au général Benedek.

## Le combat
Le plan de Gablenz prévoyait de tenir la Garde prussienne à l'écart de Staudenz par des tirs d'artillerie et le feu du Xe corps d'armée au nord et à l'est. Le moment venu, des unités du IVe corps d'armée du comte Tassilo Festetics attaqueraient la Garde prussienne de flanc en venant du sud. Il s'agissait d'une réédition de la victoire de Trautenau. Benedek approuva d'abord ce plan, puis changea d'avis et donna ordre à Festetics de faire retraite. Défaut caractéristique du haut-commandement autrichien au cours de ce conflit, aucun officier ne jugea à-propos d'en informer Gablenz.
Le 28 juin 1866, le 1er régiment de la garde prussienne commandé par le général Wilhelm Hiller von Gärtringen repoussa les défenseurs jusqu'à Staudenz, qu'il décima grâce à l'emploi du fusil Dreyse. Simultanément, au Nord, la 2e division de la Garde, sous les ordres du général von Plonski, coupait la brigade Grivicic du reste du Xe corps autrichien et la mit pratiquement hors de combat à Burkersdorf, faisant prisonnier le colonel Georg Grivicic. Gablenz défait se replia dans la soirée vers le sud ; le combat était gagné pour les Prussiens.
Dans ces combats de Soor et de Burkersdorf, le corps Gablenz perdit 123 officiers et 3 696 soldats ; la Garde prussienne, 28 officiers et 685 soldats.
L’Österreichische militärische Zeitschrift résumait l'année 1868 ainsi :
« Nous avons remporté en 1866 deux magnifiques victoires contre la Prusse, l'une à Trautenau (27 juin), l'autre à Lipa (3 juillet), les deux sans fusil à chargement rapide contre cette armée redoutable. Elles seront pour nous inoubliables et sans doute, nos plus belles couronnes de lauriers ; mais ce n'est pas tout. Ces deux victoires nous démontrent que les Autrichiens n'avaient pas besoin de fusil à chargement rapide pour sortir victorieux de ces combats, mais que ce n'est que par un défaut du commandement qu'avec un tel matériel nous n'avons pu atteindre le but recherché. »